# 湖南工艺美术职业学院
28°34′39″N 112°20′12″E / 28.577493°N 112.336729°E
湖南工艺美术职业学院，位于湖南省益阳市赫山区栖霞路，是湖南省一所高等专科大学。

## 学校院系
湖南工艺美术职业学院拥有1个院，4个系，20个专业。
- 院：湘绣艺术学院
- 系：服装艺术设计系、环境艺术设计系、装饰艺术设计系、视觉传达设计系
- 部：公共课教学部

## 校训
致用 、致美

## 著名校友
- 83级校友中，在国际上最知名的有王少飛（Shaofei Wang），巨匠画家、大师艺术家。其昂贵天价水墨画作品刷新了华人世界纪录。

## 脚注
1. ↑  致用出自《周易》“精义入神，以致用也”。
2. ↑  致美出自《论语·泰伯篇第八》“恶衣服而致美乎黼冕”。